# أمبش بق
أمبش بق أو بق الكمائن هو بطل خارق ظهر في الكتب المصورة الأمريكية التي نشرتها دي سي كوميكس. من المفترض أن اسمه الحقيقي هو إيروين شواب، لكنه يعاني من مشاكل عقلية تمنعه من فهم الواقع من حوله، لذلك حتى هويته الحقيقية قد لا تكون أكثر من وهم من جانبه. أصله متنازع عليه على الرغم من أن الأصل الأكثر شيوعاً هو أن "بروم-إي" (إشارة إلى بياو بروميل، بالإضافة إلى إشارة إلى والد سوبرمان جور-إل) من كوكب شواب أرسل ملابسه من كوكب يفترض أنه محكوم عليه بالفناء، على أمل أن تنجو خزانة ملابسه، ولكن تم اعتراضها من قِبلعنكبوت فضائي عملاق مشع. نتيجة للحادث نجت قطعتان فقط من الملابس: بدلة أمبش بق، التي عثر عليها فيما بعد إيروين شواب؛ و "أرغ! يل!"، وهو جورب طرطان مع مركب يشبه دكتور دوم، مكتمل بقناع معدني.

## تاريخ النشر
ابتكر الشخصية الفنان كيث جيفن كشخصية سخيفة عن قصد، ظهر أمبش بق لأول مرة في العدد 52 من دي سي كومكس بيريزنتس (ديسمبر 1982) وظهر في العديد من الكتب المصورة الأخرى المتعلقة بسوبرمان في أوائل الثمانينيات. يقول بول كوبربيرج، الذي كتب القصة الأولى لأمبش بق: "بينما كان كيث في المكتب، جلس وخطط للقصة وقدم أمبش بق باعتباره خصماً. أمبش بق بالكامل من صنع Keith. . ." صرح جيفن أن كلاً من أمبش بق و لوبو مستمدان من شخصية لوناتيك، وهي شخصية أنشأها في المدرسة الثانوية. قال جيفن أن خطته الأصلية كانت "باغز باني كشرير خارق".
استجابةً لرد فعل القراء الإيجابية على الظهور الأول للشخصية، وجه المحرر جوليوس شوارتز جيفن لإنشاء قصة أمبش بق أخرى للعدد 59 من دي سي كومكس بريزنتس. في البداية، كان أمبش بق شريراً، سُمي على اسم نوع من الحشرات، وكان يرتدي بدلة خضراء ضيقة ولديه هوائيين برتقاليي اللون تحتوي على حشرات روبوتية مصغرة تمكنه من الانتقال الفوري. بعد مهاجمة سوبرمان والأبطال الآخرين، قرر أمبش بق أن يكون بطلاً خارقاً أيضًا. ويحلم أيضاً بأن يكون صديقاً لسوبرمان، حلمه هذا يزعج شخصيته كبطل أكثر من شخصيته الشريرة سابقاً. أصبحت بدلة أمبش بق ملتصقة على جسده بشكل دائم، واكتسب القدرة على التنقل الفوري بنفسه. أثناء محاولته إصلاح أحد الحشرات الصغيرة تنفجر وتتسبب في حدوث تفاعل متسلسل وانفجار يدمر جميع الحشرات ويلطخ زي أمبش بق باللون الأسود مؤقتًا؛ يصبح بعد ذلك قادراً على النقل الآني حتى بدون الحشرات (فكر لفترة وجيزة في تغيير اسمه إلى الخنفساء السوداء).
أصبح أمبش بق مشهوراً بدرجة كافية ليتم عرضه في سلسلتين صغيرتين من الكتب المصورة والعديد من العروض الخاصة، قام كيث جيفن برسمه وقد رسمه بقلم الرصاص وكتبه روبرت لورين فليمنج. المسلسل مفعم بالحماسة بالنسبة لعشاق الكتاب الهزلي ويحتوي على النكات والهجاء. محرر السلسلة جوليوس شوارتز هو أيضاً شخصية في الكتاب.
في سلسلته الخاصة المكونة من 4 أجزاء في عام 1985، اختار دمية واعتقد أنها على قيد الحياة، "تبناها" كشريك له وأطلق عليها اسم "Cheeks ،تشيكس، اللعبة الأعجوبة"، وترتدي زياً خاصاً.
في عام 2001، ظهر لأول مرة كجزء من مجموعة الأبطال الخارقين"جستس ليقو أوف أنارشي" (ظهور بسيط)، والتي تضمنت أيضاً رجل البلاستيك، والزاحف، وهارلي كوين، وميزنق مان، وتريكستر. صنعت هذه المجموعة من مثيري الشغب في عالم دي سي لوحة واحدة في سلسلة تستكشف الاختلافات أطلق عليها اختصاراً فرقة العدالة والذي يعني(بالإنجليزية: JLA: Justice League of Amazons)‏.
يعتبر أمبش بق إلى حد كبير شخصية سخيفة ونادراً ما يستخدمه الكُتّاب الآخرون، على الرغم من أنه لا يزال موجوداً في عالم دي سي ولا يزال يظهر أحياناً في بعض قصص دي سي المصورة. أدت شعبيته بين صانعي القصص المصورة إلى ظهور العديد من "النسخ/الاقتباسات"، أحياناً مع ظهور الهوائيات الخاصة به. في عام 2006 ظهر كجزء من رابطة العدالة الأمريكية قصيرة العمر في كتاب فايرستورم في العدد 52 مجلد 24 (قام جيفن برسم القصة المصورة). ظهرت قواه في العدد العد التنازلي للأزمة النهائية رقم 32. يكتسب جيمي أولسن لفترة وجيزة مظهر أمبش بق ويستخدم لا شعورياً قوته في "دمب لك" لتحديد موقع فوراقر.
بعد أن دافع محرر دي سي جان جونز عن شخصية أمبش بق، استحدثت سلسلة أمبش بق جديدة وصغيرة مكونة من ستة أعداد (بالإنجليزية: Ambush Bug: Year None)‏، ظهرت لأول مرة في عام 2008، ورسمها جيفن، وكتبتها فليمينق، وجونز نفسها كمحرر. نُشِر العدد الأخير بعد عام تقريباً من بقية السلسلة. يدعي دان ديديو أنه فقد العدد رقم 6 وبدلاً من ذلك تخطاه لإنهاء العدد رقم 7.
شوهد أمبش بق في سلسلة دووم باترول الجديدة في عام 2010 في نهاية العدد رقم 9، حيث وصل بأمتعته ولعبته "تشيكس". ظهر بشكل شبه منتظم حتى انتهاء المسلسل.
ظهر أمبش بق مرة أخرى، في العدد رقم 46 من سلسلة تايني تايتانز التابعة لسلسلة دي سي المعتادة.
مع مبادرة ذا نيو 52 لعام 2011، والتي أعادت استمرارية سلسلة القصص المصورة الشهرية لدي سي كومكس، يظهر أمبش بق كمراسل إخباري في ميزة "القناة 52" التي تظهر في الجزء الخلفي من جميع المنشورات الـ 52 الجديدة، والتي تظهر فيها شخصيات العمل كمراسلين يلخصون الأحداث الأخيرة بأسلوب مميز. ومع ذلك، فإن أمبش بق هو الشخصية الوحيدة التي تظهر بزيها الأصلي، وكما هو معتاد في ظهوره منذ صُمم، يبدو أنه يفهم أنه شخصية في كتاب قصص مصورة.

## أعدائه

### كشرير
- سوبرمان[10]
- دوم باترول
- فيلق الأبطال البديل

### كبطل
- "أرغ! يل!"، جورب الطرطان الحي. عدو أمبش بق اللدود.
- جوني دي سي - "شرطي الاستمرارية" يلاحق أمبش بق لانتهاكات قانون عالم دي سي.
- إنتيرفيرر - فنان كوميدي سابق اكتسب قوى كبيرة يستخدمها لـ "تحسين" العالم.
- قو قو شيكس- شرير من "إيرث-6" حيث توقفت جميع الشخصيات في الستينيات. تم تصميمه بطريقة "المظهر الجديد" الذي طبقته دي سي على جميع الكتب بنمط بالأبيض والأسود. إنه يتحدث بلغة هيبي ويشير إلى الجميع باسم "الفتاة الأعجوبة"، وهو لقب لـ الفتاة المعجزة من تيين تايتانز في تلك الحقبة.
- إلف - وكالة حكومية سرية أجرت اختبارات على بدلته في محاولة لاكتشاف أسرارها.
- بات-مايت - الذي يحاول منعه من إلغاء باتمان الجرأة والشجاعة في حلقة "مايت فول".

## قواه وأسلحته
القوة الأساسية لأمبش بق هي التنقل الآني. في البداية كانت هذه إحدى خصائص بدلته؛ كانت تقتصر قوى التنقل الآني على الحشرات الصغيرة التي تخرج في البدلة. في وقت لاحق وبعد الانفجار استوعب أمبش بق هذه القوة وأصبح قادراً على استخدامها بدون الحشرات. في عدد دي سي كوميكس بريزنتس 81، اعتادت الحشرة أن تقول "سايمون ساي" للانتقال الفوري، لكن الجملة لم تعد ضرورية. يدرك أمبش بق كونه شخصية خيالية ويدرك الأحداث في الكتب المصورة للناشرين الآخرين. لقد أظهر ذات مرة أنه قادر على متابعة الحوار الداخلي بين الشخصيات المكونة لفاير ستورم. يُظهر أمبش بق أيضاً خفة حركة ومهارة مدهشة في القتال غير المسلح، مثل اقتلاع أعين الأعداء الذين يهاجمونه من الخلف كما أنه يستطيع ضرب الأعداء بضربة واحدة. تعتبر طريقة تفكيره غير المعتادة ميزة كبيرة لشخصيته وغالباً ما تسمح له بتخمين تكتيكات الخصوم والتغلب عليهم، مما يؤدي إلى إهانتهم في هذه العملية.
على الرغم من كل هذا، فإن أمبش بق هو ببساطة رجل نحيف يرتدي البدلة ويمكن هزيمته بسهولة مدهشة من قبل شخصيات أكثر بسيطة. يواجه الأعداء أقوياء، مثل باتمان أو سوبرمان صعوبة كبيرة في التعامل معه، لكن يمكن للمجانين الآخرين التعامل معه بسهولة.

## إصدارات أخرى

### أملغام كاريكاتير
في استمرارية أملغام كوميكس، أمبش المجنون هو مزيج من شخصية أمبش بق ولوناتك (المجنون) من مارفل كومكس، وهو شخصية مجنونة بنفس القدر، أنشأت من قِبل جيفن أيضاً. صياد الجوائز بين المجرات كان ظهوره الوحيد في لوبو البطة في العدد الأول (أبريل 1997).

### أفضل عالم: سوبر جيرل وبات جيرل
في أفضل عالم:سوبر جيرل وبات جيرل، تعتبر أمبش بق عضواً في نسخة من جمعية العدالة الأمريكية بدعم من ليكس لوثر وتقودها المرأة المعجزة.

### فلاش بوينت
في التسلسل الزمني البديل لقصة عام 2011، "أمبش بق" والتي تدعى "فلاش بوينت" وتحكي قصة مجموعة من الأبطال الحشرات الذين اجتمعوا معاً لمحاربة الأمازون. أعضاؤها هم كوين بي و بلو بيتل وفايرفلاي و كوكروتش و كانتربري كريكت. قُتل الجميع في المعركة باستثناء كانتربري كريكيت في مواجهة مع الأمازون.

## في وسائل إعلام الأخرى

### التلفاز
يظهر أمبش بق في خاتمة سلسلة باتمان: الجرأة والشجاعة في "مايتفول!"، ويؤدي صوته هنري وينكلر. يحاول إحباط محاولات بات-مايت لجعل العرض يصل إلى نقطة يستنفد فيها نواياه الأساسية ويقدم أفكاراً جديدة تتعارض مع افكاره الأساسية، أو المبالغة في غرضه الأصلي. ويفرض إلغائه بينما يساعد باتمان و أكوامان في محاربة الغوريلا جرود. بينما نجح بات-مايت واستبدلت السلسلة بسلسلة بات جيرل، يكشف أمبش بق أنه سيكون له طريقة داكنة ولن يعرض بات-مايت قبل تنظيم حفلة النهاية لسلسلة باتمان: الجرأة والشجاعة.

### ألعاب الفيديو
- يظهر أمبش بق في مجرة دي سي اونلاين، وتؤدي صوته تريسي دبليو بوش.
- يظهر أمبش بق في الكشف عن سكريبلينوتس: مغامرة دي سي كومكس.
- يظهر أمبش بق كشخصية قابلة للعب في ليقو باتمان3: قوثام وأكثر، ويؤدي صوته سام ريغل.

## بضائع
- في عام 2005، أضافت "ويزكيد" تمثال أمبش بق إلى خط هيروكليكس.[12]
- أُصدرت نسخة لأمبش بق من ميني ميت في عام 2008، في عبوتين مع لوبو.[13][14]

## روابط خارجية
- أرشيف أمبش بق
- أمبش بق في تونوبيديا في دون ماركيستين. مؤرشفة من الأصل في 4 أبريل 2012.